# Marlton School
Marlton School es una escuela estatal K-12 (K-5 para estudiantes que no son sordos), para personas sordas y con dificultad auditivas en Baldwin Hills, Los Ángeles. Esta escuela ofrece un programa bilingüe en Lengua de Signos Americana e Inglés. Marlton fue una de las primeras escuelas no residenciales en ser admitida en el programa llamado Desarrollo Profesisonal Bilingüe ASL/Inglés (AEBPD) del prestigioso Centro para la Educación Bilingüe e Investigación para ASL/Inglés (CAEBER).
Esta escuela es una sitio de educación especial que es parte del Distrito Uno del Distrito Escolar Unificado de Los Ángeles (LAUSD). 
El Marlton School Community es el único colegio para personas con sordera/dificultad auditiva en LAUSD. Sirve al distrito entero.
Marlton School es también destacada por su asociación con la Universidad Estatal de California, Northridge, Deaf West Theatre, Greater Los Angeles Agency on Deafness (GLAD), la Fundación Greenelight, y el Departamento de Policía de Los Ángeles.
Marlton School fue la inspiración para la Escuela Carlton para los Sordos en la serie de televisión de ABC Family Cambiadas al nacer protagonizada por Vanessa Marano y Katie Leclerc.

## Historia
Fue fundado en septiembre de 1968 como una escuela desde jardín de infancia hasta el grado 9. Comenzó un programa de instituto en el otoño de 1971, y el primer estudiante en graduarse del programa de instituto de Marlton, anteriormente estudiante en la Escuela Preparatoria de Hollywood después de haber asistido al programa de educación elemental de Marlton, lo hizo en 1972.